# Gonodes tornalis
Gonodes tornalis là một loài bướm đêm trong họ Noctuidae.